# Utility Radio

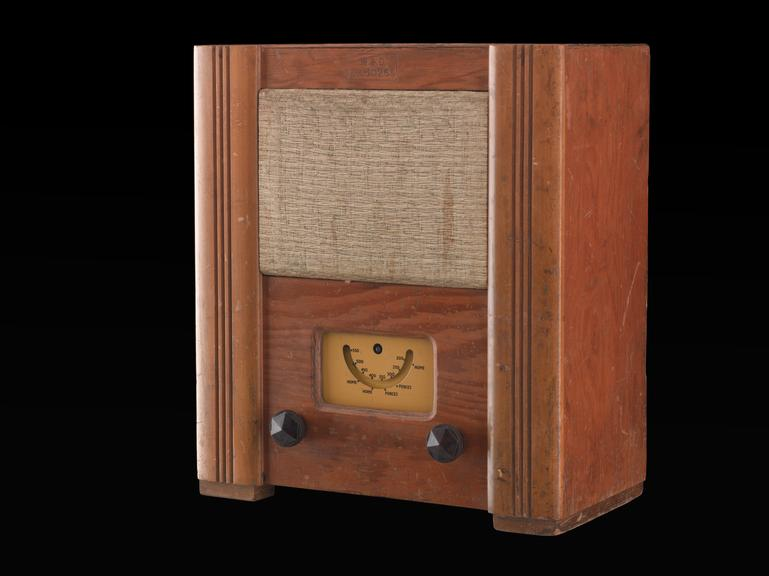
Wartime civilian receiver, 1944-1945

Utility Radio  — британский ламповый бытовой радиоприёмник, выпускавшийся на завершающем периоде Второй мировой войны. Известен также как Wartime Civilian Receiver (рус. Гражданский приёмник военного времени)

## История
С началом войны усилия многочисленных британских частных радиопроизводителей были перенаправлены на выпуск военного оборудования, необходимого для вооружённых сил. Поскольку вся их продукция предназначалась для фронта, вскоре обнаружился дефицит бытовых радиоприёмников и запасных частей к ним, в частности радиоламп. Война также вызвала нехватку радиомонтажников, поскольку они были задействованы в обслуживании критически важного радиовещательного и радиолокационного оборудования. У рядовых граждан это вызывало сложности как с ремонтом имеющихся приёмников, так и с приобретением новых.
Сходная, но не столь масштабная картина наблюдалась и в США, где, начиная с июня 1942 года, производство бытовых радиоприёмников также было прекращено.
Для решения этой проблемы правительство избрало путь упрощения и стандартизации конструкции массового приёмника, Ранее уже был получен опыт использования упрощённых стандартных товаров широкого потребления, в частности, под маркой "Utility" выпускались предназначенные для реализации в рамках программы рационирования одежда и мебель, с появлением которых снижалась опасность приобретения некачественных товаров; эта же марка была принята для приёмника, разработанного Дж. Д. Рейнольдсом  из компании Murphy Radio.
Радиоприёмник "Utility Radio" выпускался начиная с июля 1944 по 1945 год. К его выпуску было привлечено более 40 фирм-производителей. Он принимал передачи в ограниченном диапазоне средних волн, а длинноволновый диапазон для упрощения конструкции отсутствовал. В настроечной шкале были указаны только станции BBC. После войны появилась модификация с ДВ, также продавались наборы деталей для самостоятельной доработки.. Существовали модели с питанием как от сети переменного тока, так и от батарей.
Всего было продано около 175 000 приёмников по цене 12 фунтов 3 шиллинга 4 пенса за штуку. Utility Radio иногда сравнивают с немецким «Народным радиоприёмником», но это сравнение не вполне корректно, так как в Германии покупка приёмника (что дешёвого Volksempfänger, что любого из более дорогих) не вызывала проблем, а его британский аналог на протяжении большей части завершающего периода войны был единственным реально доступным аппаратом на рынке.

## Характеристики
В приёмниках использовалась четырехламповая  супергетическая схема с выходной мощностью 4 Вт при 10% нелинейных искажений; их характеристики были не хуже, чем у многих довоенных аппаратов. В состав ламп входили триод-гексод (частотный преобразователь, пентодный усилитель ПЧ с переменным μ и выходной пентод с большим наклоном. Для демодуляции использовался твердотельный диод "Westector" из оксида меди, что позволило сократить количество ламп на одну и использовать доступный тип пентода для звукового каскада. Высокое напряжения поступало с двухполупериодный выпрямитель. Все лампы были с октальным цоколем, кроме выпрямителя, у которого был 4-контактный цоколь британского типа. У приёмников, выпущенных разными компаниями имелись незначительные отличия; например, Philips использовала трансформаторы промежуточной частоты с регулируемыми ферритовыми сердечниками (для так называемой подстроечной настройки) а не обычные подстроечные конденсаторы.

## Производители
Радиоприёмник Utility производили более 40 компаний, таких как Pye Ltd. и Marconiphone. Аппаратура не несла маркировки конкретных фирм, имелось лишь цифробуквенное обозначение (U1 —U42) для дилеров, которые зная этот код и номенклатуру использовавшихся фирмами до войны деталей, могли предъявлять гарантийные претензии.. Британские производители часто по-разному именовали одни и те же радиолампы; восьмеричные лампы чаще всего были американского выпуска. Все они были помечены стандартные кодом, начинающимся с префикса организации BVA (British Valve Association). Их выпускали такие производители ламп, как Mullard, MOV, Cossor, Mazda и Brimar. Дилеры, зная производителя приёмника и производителя лампы, который использовал этот производитель, могли легко определить, какие это были довоенные типы, и предъявить производителю